# Mariä Geburt (Hořice)

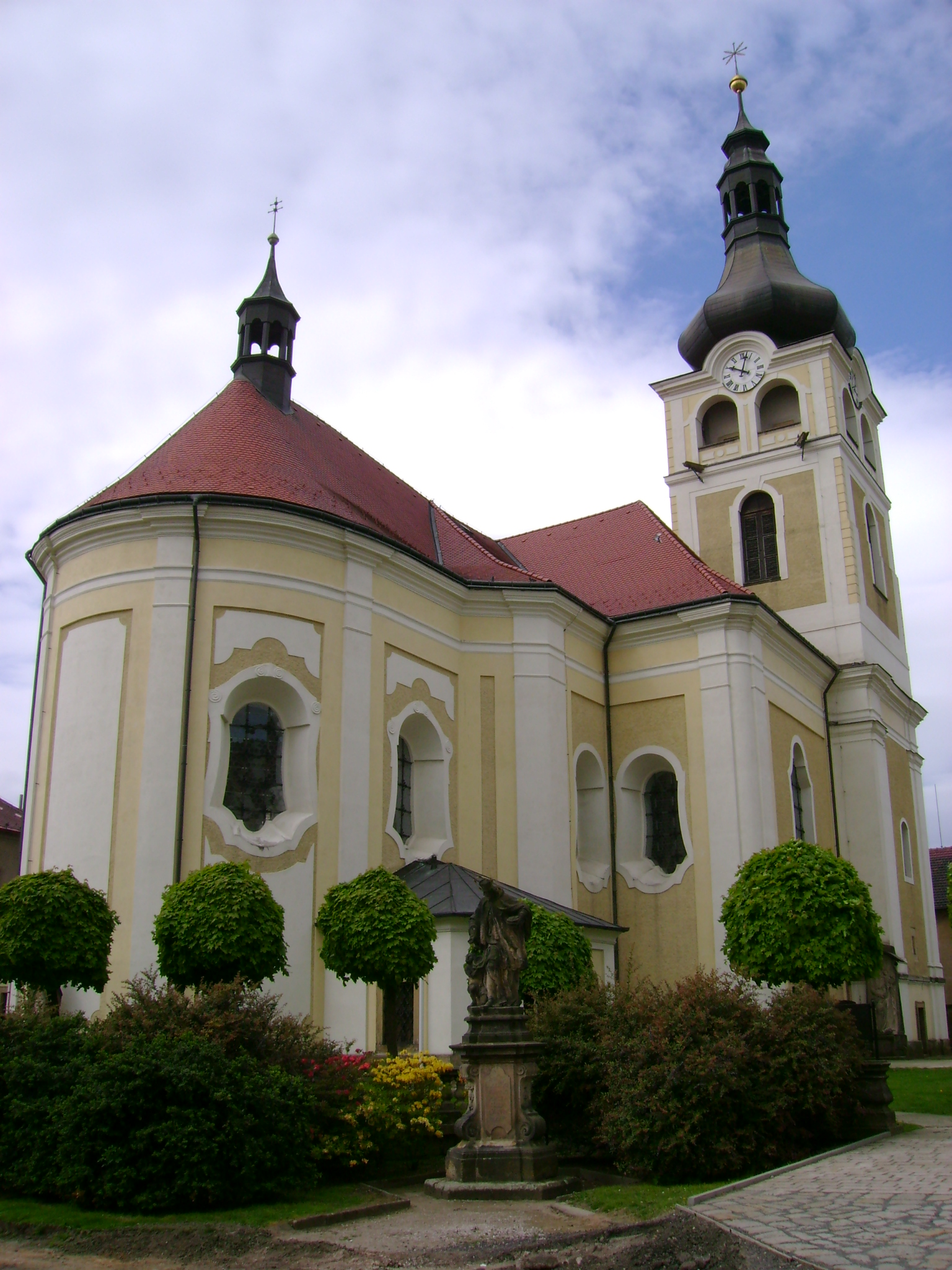
Mariä Geburt Horschitz

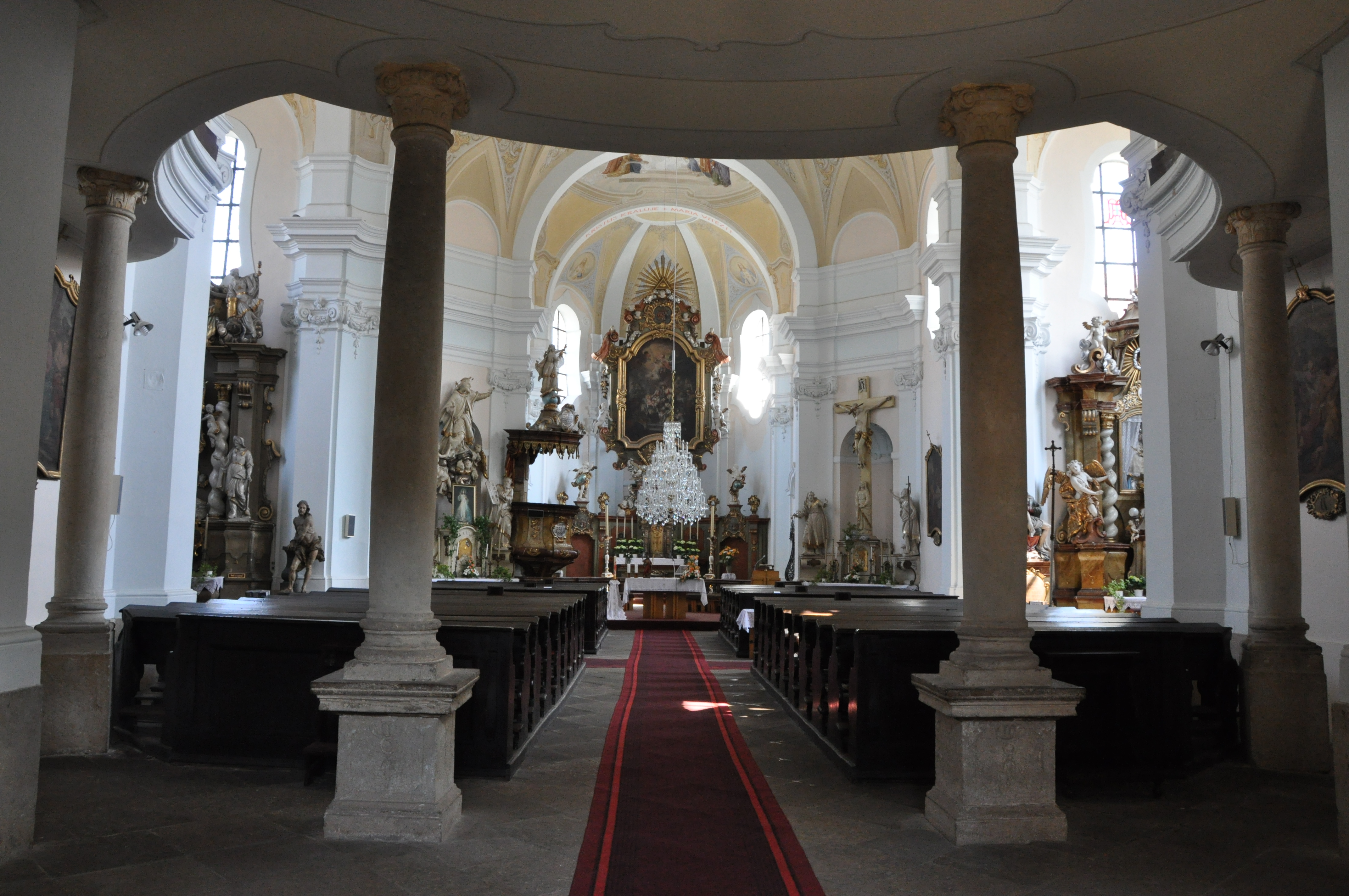
Kirchenraum

Die Kirche Mariä Geburt  (tschechisch kostel Narození Panny Marie) ist die römisch-katholische Pfarrkirche von Hořice (deutsch Horschitz), einer nordwestlich von Hradec Králové im Okres Jičín gelegenen Stadt in Tschechien.

## Geschichte
Am 17. August 1738 wurde Horschitz von einem Stadtbrand heimgesucht, der auch die gotische Marienkirche zerstörte. Durch Vermittlung des Prager Erzbischofs Johann Moritz Gustav von Manderscheid-Blankenheim wurde Kilian Ignaz Dientzenhofer mit der Planung des Kirchenneubaus beauftragt, den dieser in den Jahren 1741 bis 1748 ausführte. Ein geplanter zweiter Fassadenturm kam nicht mehr zur Ausführung. Weitere Brände erfolgten 1778 und 1838.

## Architektur
Die Kirche Mariä Geburt ist ein kreuzförmig angelegter Zentralbau, bei dem gewinkelte Abschnitte zwischen den Kreuzarmen vermitteln. Der vortretende Mittelteil der Fassade (der Südturm wurde nicht gebaut) ist mit einer zweigeschossigen Pilastergliederung ausgestattet, in der Figurennische des Obergeschosses befindet sich  eine Madonnenstatue des Bildhauers Václav Suchomel von 1926. Zu Seiten des Chors steht neben der Kanzel der Altar des Johannes von Nepomuk, ihm gegenüber befindet sich der Kreuzaltar. Das Altarbild des Hauptaltars zeigt das Thema der Geburt Mariens.
Neben der Kirche wurden die Statue des Johannes Nepomuk und die Skulpturengruppe des Christus im Garten Getsemani des Bildhauers Franz Pacák von 1730 aufgestellt.